# الرجبي على الكراسي المتحركة
الرجبي على الكراسي المتحركة (كانت معروفة أصلاً باسم مردربول، وتعرف باسم الرجبي الرباعي في الولايات المتحدة) هي رياضة جماعية للرياضيين ذوي الاحتياجات الخاصة. تمارس في أكثر من خمسة وعشرين دولة حول العالم وهي رياضة بارالمبية صيفية.
يستند الاسم المستخدم في الولايات المتحدة إلى الشرط الذي ينص على أن جميع لاعبي الركبي على الكراسي المتحركة يجب أن يكون لديهم إعاقات تشمل على الأقل فقدان الوظيفة في ثلاثة أطراف على الأقل. على الرغم من أن معظم اللاعبين يعانون من إصابات في النخاع الشوكي، إلا أن اللاعبين قد يتأهلون أيضًا إذا كان لديهم بتر الأطراف أو الاضطرابات العصبية أو حالات طبية أخرى. يصنف اللاعبين وفقاً لمستوى وظيفي بواسطة النقاط، ويُسمح لكل منتخب بتشكيل فريق بمجموع لا يتجاوز ثماني نقاط.
تُمارس كرة الرغبي على الكراسي المتحركة في قاعة داخلية على أرضية خشبية، وتعتبر الاصطدامات بين الكراسي جزءاً أساسياً من اللعبة. تشمل القواعد عناصر من كرة السلة على الكراسي المتحركة، والهوكي على الجليد، وكرة اليد، واتحاد الرجبي.
تُدار هذه الرياضة بواسطة الاتحاد الدولي لرجبي الكراسي المتحركة (IWRF) والذي تأسس في عام 1993.

## التاريخ
تأسست رياضة الركبي على الكراسي المتحركة لتكون رياضة للأشخاص المصابين بالشلل الرباعي في عام 1976 بواسطة خمسة رياضيين كنديين على الكراسي المتحركة، وهم جيري تيرفين، ودونكان كامبل، وراندي دويك، وبول لو جون، وكريس سارجنت، في وينيبيج، مانيتوبا.
في ذلك الوقت، كانت كرة السلة على الكراسي المتحركة هي الرياضة الجماعية الأكثر شيوعًا لمستخدمي الكراسي المتحركة. وكانت المتطلبات البدنية لهذه الرياضة تتطلب من اللاعبين المراوغة وتسديد الكرات مما أدى إلى تقليص الرياضيين المصابين بالشلل الرباعي، الذين يعانون من إعاقات وظيفية في الأطراف العلوية والسفلية، وتهميشهم إلى أدوار داعمة. صُممت هذه الرياضة الجديدة — التي كانت تُعرف في البداية باسم "مردربول" بسبب طبيعتها العدوانية والاحتكاكية — لتمكين الرياضيين المصابين بالشلل الرباعي ولديهم مستويات وظيفية متنوعة من اللعب في أدوار هجومية ودفاعية متكاملة.
قُدمت رياضة "مردربول" (Murderball) إلى أستراليا في عام 1982. حيث استُدعي الفريق الأسترالي الذي شارك في ألعاب ستوك ماندفيل في إنجلترا بواسطة الكنديين لاختيار فريق للعب معهم في مباراة استعراضية. بعد تلقي تعليمات محدودة حول قواعد ومهارات اللعبة، بدأت "المنافسة". بعد تبادل سريع وتنافسي للغاية، فازت أستراليا. ومن ثم وُلدت اللعبة وعادت إلى أستراليا حيث ازدهرت.
وقدمت إلى الولايات المتحدة في عام 1979 بواسطة براد ميكلسن. بمساعدة خدمات الطلاب ذوي الاحتياجات الخاصة في جامعة داكوتا الشمالية، شُكل الفريق الأمريكي الأول، المعروف باسم "والبانجرز" (Wallbangers). أقيمت أول مسابقة في أمريكا الشمالية في عام 1982.
في أواخر الثمانينيات، تغيّر اسم الرياضة رسميًا خارج الولايات المتحدة من "مردربول" (Murderball) إلى "الرجبي على الكراسي المتحركة" Wheelchair) Rugby). وفي الولايات المتحدة، تغيّر اسم الرياضة إلى "كواد روجبي" (Quad Rugby) أو الرجبي الرباعي.
أقيمت أول بطولة دولية في عام 1989 في تورنتو، أونتاريو، في كندا، بمشاركة فرق من كندا والولايات المتحدة وبريطانيا العظمى. في عام 1990، ظهرت رياضة الرجبي على الكراسي المتحركة لأول مرة في ألعاب ستوك ماندفيل الدولية كحدث استعراضي، وفي عام 1993 اعترف الاتحاد الدولي لرياضة الكراسي المتحركة في ستوك ماندفيل (ISMWSF) بهذه الرياضة باعتبارها رياضة دولية رسمية للرياضيين ذوي الاحتياجات الخاصة.
وفي نفس العام، تأسس الاتحاد الدولي للرجبي على الكراسي المتحركة (IWRF) كقسم رياضي تابع للاتحاد الدولي لرياضة الكراسي المتحركة (ISMWSF) لإدارة هذه الرياضة. في عام 1995 أقيمت أول بطولة عالمية للرجبي على الكراسي المتحركة تحت إشراف IWRF في نوتويل بسويسرا. وظهرت رياضة الرجبي على الكراسي المتحركة كرياضة استعراضية في دورة الألعاب البارالمبية الصيفية عام 1996 في أتلانتا.
لقد حصلت هذه الرياضة على وضع الميداليات الكامل منذ الألعاب البارالمبية الصيفية لعام 2000 في سيدني بأستراليا، وتوجد الآن خمسة وعشرون دولة نشطة في المنافسة الدولية، مع العديد من الدول الأخرى التي تعمل على تطوير هذه الرياضة.

## القواعد

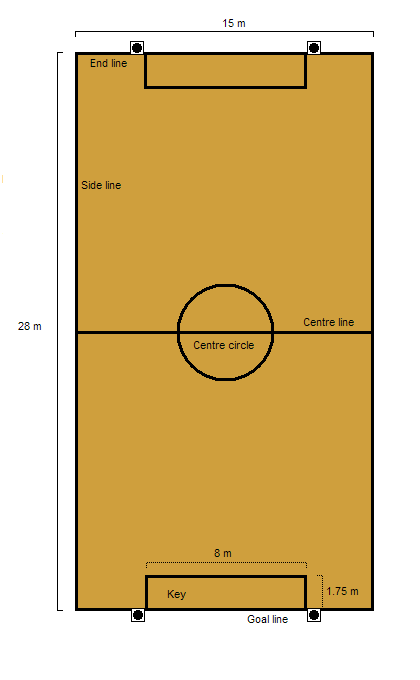
ملعب الرجبي على الكراسي المتحركة

تُلعب الرجبي على الكراسي المتحركة في الغالب بواسطة فريقين يتألف كل منهما من اثني عشر لاعبًا. لا يمكن أن يتواجد أكثر من أربعة لاعبين من كل فريق فوق أرضية الملعب في نفس الوقت. تُعتبر هذه الرياضة مختلطة، حيث يلعب الذكور والإناث معًا في نفس الفرق.
تُمارس الرجبي على الكراسي المتحركة داخل الصالات الرياضية على أرضية خشبية بنفس قياسات ملعب كرة السلة الرسمي، أي بطول 28 مترًا وعرض 15 مترًا. تشمل العلامات المطلوبة في الملعب خطًا مركزيًا ودائرة، ومنطقة مفتاحية قياسها 8 أمتار عرضًا و1.75 متر عمقًا عند كل طرف من الملعب.
خط المرمى هو الجزء من الخط الخلفي داخل المنطقة المفتاحية. يتم وضع علامة على كل طرف من خط المرمى بواسطة عمود مخروط الشكل. يتم تسجيل الأهداف عن طريق حمل الكرة عبر خط الهدف. لكي يُحتسب الهدف، يجب أن تعبر عجلتان من كرسي اللاعب الخط بينما يكون اللاعب في حوزته الكرة.
لا يُسمح للفريق بوجود أكثر من ثلاثة لاعبين في منطقتهم المفتاحية أثناء الدفاع عن خط هدفهم. لا يُسمح للاعبين الهجوم بالبقاء في المنطقة المفتاحية للفريق المنافس لأكثر من عشر ثوانٍ.
يجب على اللاعب الذي يحمل الكرة أن يقوم بدحرجتها أو تمريرها كل عشر ثوان.
الملعب الخلفي للفريق هو نصف الملعب الذي يحتوي على المرمى الذي يدافع عنه، والملعب الأمامي هو النصف الذي يحتوي على المرمى الذي يهاجمه. يتعين على كل فريق أن يتقدم بالكرة من الملعب الخلفي إلى الملعب الأمامي خلال اثني عشر ثانية، ولديهم أربعون ثانية لتسجيل نقطة أو فقدان الحيازة.
يسمح بالاحتكاك البدني بين الكراسي المتحركة، ويشكل جزءًا رئيسيًا من اللعبة. ومع ذلك، فإن الاحتكاك البدني الذي يُعتبر خطرًا—مثل ضرب لاعب آخر من الخلف—غير مسموح به. لا يُسمح بالاحتكاك الجسدي المباشر بين اللاعبين.
تُعاقب الأخطاء إما بعقوبة لمدة دقيقة واحدة، للأخطاء الدفاعية والأخطاء الفنية، أو بفقدان الاستحواذ، للأخطاء الهجومية. في بعض الحالات، قد يُمنح هدف جزائي بدلاً من ركلة جزاء. تشمل الأخطاء الشائعة الدوران (ضرب كرسي الخصم خلف المحور الرئيسي مما يتسبب في دورانه أفقيًا أو رأسيًا)، الاستخدام غير القانوني لليدين أو الوصول إلى الداخل (ضرب الخصم باستخدام الذراعين أو اليدين)، والإمساك (إمساك أو عرقلة الخصم عن طريق الإمساك باليدين أو الذراعين، أو السقوط عليهما).
تتكون مباريات الرجبي على الكراسي المتحركة من أربعة أرباع مدة كل منها ثماني دقائق. إذا انتهت المباراة بالتعادل في الوقت الأصلي، تُلعب ثلاث دقائق كوقت إضافي.
تشبه مباريات الرجبي على الكراسي المتحركة ذات المستوى العالي مباريات الرجبي العادية، حيث تكون اللعبة سريعة ومتغيرة، مع تبديل الحيازة بين الفرق أثناء استمرار اللعب. تتوقف ساعة اللعبة عند تسجيل هدف أو في حالة حدوث انتهاك —مثل لعب الكرة خارج حدود الملعب— أو خطأ. يمكن استبدال اللاعبين فقط خلال توقف اللعب.

### محاولات
تُسمى الأهداف أحيانًا "المحاولات".

## وصلات خارجية
- الموقع الرسمي لاتحاد الرجبي العالمي للكراسي المتحركة (WWR)
- الموقع الرسمي للاتحاد الدولي لرياضة الكراسي المتحركة ومبتوري الأطراف (IWAS)
- الموقع الرسمي للجنة البارالمبية الدولية (IPC)
- الموقع الرسمي لاتحاد الرجبي على الكراسي المتحركة بالولايات المتحدة الأمريكية (USAWR)
- الموقع الرسمي لاتحاد الرجبي على الكراسي المتحركة بالولايات المتحدة (USWRA)
- Murderball  في قاعدة بيانات الأفلام على الإنترنت (بالإنجليزية)